# Korkeatsaaret (ö i Varkaus)
Korkeatsaaret är en ö i Finland. Den ligger i sjön Enonvesi och i kommunen Varkaus i den ekonomiska regionen  Varkaus ekonomiska region  och landskapet Norra Savolax, i den sydöstra delen av landet, 290 km nordost om huvudstaden Helsingfors. Öns area är 3,5 hektar och dess största längd är 370 meter i öst-västlig riktning.  Notera att namnet antyder att det är fråga om flera öar.